# ナイジェル・ウォーバートン
ナイジェル・ウォーバートン（Nigel Warburton, 1962年 - ）は、イギリスの哲学者。一般向けの哲学解説者としてよく知られており、入門書を数多く書いている。また、美学と応用倫理学の専門的業績もある。

## 学歴・教育歴
ウォーバートンはブリストル大学から学士号を、ケンブリッジ大学ダーウィン・カレッジから博士号を授与された。その後、ノッティンガム大学で講師を務めたのち、1994年からオープン大学哲学科で教鞭をとっていた。しかし、2013年5月に同大学上級講師を辞職した。

## 経歴
ウォーバートンは哲学入門書を数多く書いており、代表作には『哲学の基礎（Philosophy: The Basics）』、『入門 哲学の名著（Philosophy: The Classics）』、『思考の道具箱――クリティカル・シンキング入門（Thinking from A to Z）』がある。また、『哲学：基本文献集（Philosophy: Basic Readings）』を編集し、『政治哲学を読む：マキャヴェリからミルまで（Reading Political Philosophy: Machiavelli to Mill）』を共著した。写真評論も行っていて、特に写真家のビル・ブラントについての論考が多い。モダニズム建築家のエルノ ・ゴールドフィンガーの伝記も書いている。テート・モダンで定期的に哲学とアートの講義を行っており、雑誌『Prospect』では月に一度の連載「Everyday Philosophy」を担当している。
ウォーバートンは哲学ブログ『Virtual Philosopher』を運営をしているほか、デイヴィッド・エドモンズと共に『Philosophy Bites』というインターネットラジオ番組のホストを務めており、世界を代表する哲学者たちにインタビューして多彩なテーマについて語ってもらい、それを定期的にポッドキャスト配信している。また、自著の『入門 哲学の名著（Philosophy: The Classics）』の一部もポッドキャストで配信している。

## 著書
- Philosophy: The Basics (4th ed.) ISBN 978-0-415-32773-2
栗原泉訳『哲学の基礎』講談社、2010年
- Philosophy: The Classics (4th ed.) ISBN 978-0-415-53466-6
船木亨監訳『入門 哲学の名著』ナカニシヤ出版、2005年
- Thinking from A to Z (3rd ed.) ISBN 978-0-415-43371-6
坂本知宏訳『思考の道具箱――クリティカル・シンキング入門』晃洋書房、2006年
- The Art Question
- Ernö Goldfinger: The Life of An Architect
- Free Speech: A Very Short Introduction ISBN 978-0-19-923235-2
森村進、森村たまき訳『「表現の自由」入門』岩波書店、2015年
- Philosophy Bites (co-edited with David Edmonds) ISBN 978-0-19-957632-6
デイヴィッド・エドモンズ共著、佐光紀子訳『哲学がかみつく』柏書房、2015年
- A Little History of Philosophy ISBN 978-0-300-15208-1
- Philosophy bites back (co-edited with David Edmonds) ISBN 978-0-19-969300-9
デイヴィッド・エドモンズ共著、菅靖彦訳『哲学と対決する！』柏書房、2015年